# Црква Вазнесења Христовог у Мионици
Црква Вазнесења Христовог у Мионици, саграђена 1856. године, има статус споменика културе.

## Мионица-почеци
Предање каже да се Мионица неко време у средњем веку звала Тувари, а да је кнез Лазар насеље назвао Мали Срем, јер је био лепо дочекан од тамошњег властелина и био задивљен лепотом овога краја. Када је село од Турака опустело овде се доселио неки Живко из ужичке Мионице и пренео име свог родног села. Према списку села Ваљевске епархије 1735. године село Мионица је имало 15 домова, а по харачким тефтерима 1818-1821. године чак 38.

## Црква
Храм је познат је по иконама “ваљевске сликарске школе” (Хаџи Рувим, Петар Николајевић Молер и др.) са краја 18. и почетком 19. века. Заштићена је као културно-историјски споменик. Торањ цркве је послужио Живојину Мишићу као осматрачница за време Колубарске битке 1914. године.